# Албазинка
Албазинка (рос. Албазинка) — село у Завітінському районі Амурської області Російської Федерації. Розташоване на території українського історичного та етнічного краю Зелений Клин.
Входить до складу муніципального утворення Албазинська сільрада. Населення становить 179 осіб (2018).

## Історія
Албазинка виникла у 1903 році і названа на честь ікони Албазинської Богоматері, вперше привезеної на Амур ієромонахом Гермогеном у 1665 році. Початкова назва села була Павло-Петрівка.
З 20 жовтня 1932 село року ввійшло до складу новоутвореної Амурської області.
З 1 січня 2006 року входить до складу муніципального утворення Албазинська сільрада.

## Населення
| 2002 | 2010 | 2012 | 2013 | 2014 | 2015 | 2016 |
| ---- | ---- | ---- | ---- | ---- | ---- | ---- |
| 376  | ↘251 | ↘239 | ↘229 | ↘220 | ↘217 | ↘204 |
| 2017 | 2018 |      |      |      |      |      |
| ↘192 | ↘179 |      |      |      |      |      |